# 阿劳索德米耶尔
阿劳索德米耶尔，是西班牙卡斯蒂利亚-莱昂布尔戈斯省的一个市镇。总面积57平方公里，总人口384人（2001年），人口密度7人/平方公里。